# Ibn al-Jawzi
Ne doit pas être confondu avec Sibt ibn al-Jawzi ou Ibn Qayyim al-Jawziyya.
Abu al-Faradj ibn al-Jawzi (1116-1201 (508 A.H. - 597 A.H.) était un savant musulman hanbalite, dont la lignée remonte à Abou Bakr, compagnon de Mahomet et premier calife.

## Biographie
Ibn al-Jawzi est né entre 1112 et 1116 dans une famille fortunée de Bagdad, inconnue avant cela pour sa noblesse ou sa science, et qui travaillait dans le commerce de cuivre. L'origine de son nom Ibn al-Jawzî est sujette à controverse, mais les biographes arabes médiévaux la rapportent généralement à la présence d'un noyer (al-Jawza) qui se serait trouvé dans la maison de ses ancêtres ; d'autres soulignent qu'un membre de sa famille aurait habité le port d'Al-Jawz à Bassora, ou encore qu'ils auraient travaillé dans la culture et le commerce des noix.
Ibn al-Jawzi était connu pour ses travaux dans l'exégèse du Coran, ainsi que ses nombreux commentaires du domaine du hadith. Un des plus célèbres de ce dernier est son Tahqiq, un recueil des principales sources de jurisprudence islamique utilisé par l'école hanbalite, ainsi que d'une étude sur le droit du travail (fîqh). Aux yeux de ses contemporains Bagdadiens, cependant, il était essentiellement connu en tant que prédicateur public (wāʿiẓ). Enfant précoce, il aurait fait son premier discours à l'âge de dix ans, auquel assista une foule de 50 000 personnes, et il fut l'auteur de son premier livre à l'âge de treize ans.
Il a eu de nombreux enfants - une douzaine, dont le plus connu est Muḥyī al-Dīn Ibn al-Jawzi (ar), à ne pas confondre avec son petit-fils par sa mère Sibt ibn al-Jawzi.

## Théologie
Ibn al-Jawzi est connu pour sa position théologique contre d'autres hanbalites de son époque, en particulier Ibn al-Zaghuni et Al-Qadi Abou Ya`la. Il les considérait comme ayant été trop loin dans leurs études sur les attributs de Dieu et il les accusa d'anthropomorphisme. Ibn al-Jawzi croyait que l'imam Ahmad Ibn Hanbal désapprouva aussi cette conception. Son travail le plus célèbre dans ce domaine est son livre intitulé Daff' Shubah al-Tashbih.
Dans ce même ouvrage il défend la croyance de l’imam Ahmad en disant : «Ahmad (C’est-à-dire l’imam Ahmad Ibnou Hanbal) n’a jamais attribué de direction à Al-Bârî (Le Créateur : c’est-à-dire Allâh)».
Et il y dit également : « Ce qu’il est un devoir de croire pour nous, c’est que l’Être de Allâh ne se divise pas, qu’Il n’est pas contenu dans un endroit et qu’Il n’est pas attribué du changement ni du déplacement ».
De plus l'Imâm Ibn al-Jawzi n'était pas opposé à l'interprétation (tawîl). C'est ainsi qu'il dit dans son livre "Al-Majaliss" : « Comment peut-il dire que les salaf n’ont pas utilisé le ta-wil (interprétation) alors qu’il est rapporté dans le sahih que Ibnou ‘Abbas avait présenté de l’eau au prophète (salla l-Lahou ‘alayhi wa sallam) pour le woudou et qu’il avait dit [ce qui a pour sens : ]« Ô Allah, augmente-le en connaissances des lois de la religion et enseigne-lui l’interprétation (at-ta-wil).» Alors de deux choses l’une : soit le Messager a voulu faire une invocation en sa faveur, soit il a invoqué contre lui. Or il est indispensable que tu dises qu’il a voulu faire une invocation en sa faveur et non pas contre lui. Et si le ta-wil était interdit, cela aurait été une invocation contre lui et non pas en sa faveur. Ensuite on dit : de deux choses l’une, soit tu dis que l’invocation du Messager n’est pas exaucée, et ce n’est pas vrai ; et si tu dis qu’elle est exaucée, tu auras quitté ta ligne de conduite, et ta parole qu’ils [les salafs] n’utilisaient pas l’interprétation sera caduque. Et comment puisque Allah dit [ce qui a pour sens : ] « Et ne sait son interprétation que Allah et ceux qui sont versés dans la science »[Souratou Ali ‘Imran / 7] .fin de citation
Il a dit également à ce sujet : «Sache que les gens sont, au sujet de ce qui est parvenu des attributs [de Allâh dans les textes moutachâbihah] de trois sortes:  L’une d’entre elles : Les laissez tels qu’ils sont parvenus, sans tafsîr et sans ta-wîl sauf dans le cas où il y a une nécessité comme dans la parole d'Allâh ta’âlâ {وجاءَ ربُّكَ} « wa jâ-a rabbouka » c’est-à-dire : l’ordre de ton Seigneur viendra et ceci est la voie des Salafs. »

## Œuvres
Voici la liste de ses œuvres. Certains disent qu'il est auteur de plus de 700 œuvres,.

### Sciences coraniques
- Al-Mughni fi al-Tafsir, 81 parties
- Zad al-Masir fi ‘Ilm al-Tafsir, 4 volumes
- Taysir al-Bayan fi Tafsir al-Quran
- Tadhkirat al-Arib fi Tafsir al-Gharib
- Gharib al-Gharib
- Nuzhat al-‘Uyun al-Nawadhir fi al-Wujuh wa al-Nadha’ir
- Al-Wujuh wa al-Nawadhir fi al-Wujuh wa al-Nadha’ir
- Al-Ishara ila al-Qira’at al-Mukhtara, 4 parties
- Tadhkirat al-Mutanabbih fi ‘Uyun al-Mushtabih
- Funun al-Afnan fi ‘Uyun ‘Ulum al-Quran
- Ward al-Aghsan fi Funun al-Afnan
- ‘Umdat al-Rasikh fi Ma’rifat al-Mansukh wa al-Nasikh, 5 parties
- Al-Musaffa bi Akuffi Ahl al-Rusukh min ‘Ilm al-Nasikh wal-Mansukh

### Théologie
- Muntaqad al-Mu’taqid
- Minhaj al-Wusul ila ‘Ilm al-Usul, 5 parties
- Bayan Ghaflat al-Qa’il bi Qidam Af’al al-‘Ibad
- Ghawamidh al-Ilahiyat
- Maslak al-‘Aql
- Minhaj Ahl al-Isaba
- Al-Sirr al-Masun
- Daf’ Shubhat al-Tashbih, 4 parties [ Traduit en français : https://heritagemohammadien.fr/produit/les-attributs-divins/ ]
- Al-Radd ‘Ala al-Muta’assib al-‘Anid

### Traditions et ascétisme
- Jami’ al-Asanid bi Alkhas al-Asanid
- Al-Hada’iq, 34 parties
- Naqiy al-Naql, 5 parties
- Al-Mujtab
- Al-Nuzha, 2 parties
- ‘Uyun al-Hikayat
- Multaqat al-Hikayat, 13 parties
- Irshad al-Muridin fi Hikayat al-Salaf al-Salihin
- Rawdhat al-Naqil
- Ghurar al-Athar, 30 parties
- Al-Tahqiq fi Ahadith al-Ta’liq, 2 volumes
- Al-Madih, 7 parties
- Al-Mawdhu’at min al-Ahadith al-Marfu’at, 2 volumes
- Al-‘Ilal al-Mutanahiya fi al-Ahadith al-Wahiya, 2 volumes
- Ikhbar Ahl al-Rusukh fi al-Fiqh wal-Tahdith bi Miqdar al-Mansukh min al-Hadith
- Al-Sahm al-Musib, 2 parties
- Akhyar al-Dhakha’ir, 3 parties
- Al-Fawa’id ‘an al-Shuyukh, 60 parties
- Manaqib Ashab al-Hadith
- Mawt al-Khidhr
- Mukhtasar Mawt al-Khidhr
- Al-Mashyikha
- Al-Musalsalat
- Al-Muhtasab fi al-Nasab
- Tuhfat al-Tullab, 3 parties
- Tanwir Mudlahim al-Sharaf
- Al-Alqab
- Fadha’il ‘Umar b. al-Khattab
- Fadha’il ‘Umar b. ‘Abd al-‘Aziz
- Fadha’il Sa’id b. al-Musayyab
- Fadha’il al-Hasan al-Basri
- Manaqib al-Fudhayl b. ‘Ayadh, 4 parties
- Manaqib Bishr al-Hafi, 7 parties
- Manaqib Ibrahim b. Adham, 6 parties
- Manaqib Sufyan al-Thawri
- Manaqib Ahmad b. Hanbal
- Manaqib Ma’ruf al-Karkhi, 2 parties
- Manaqib Rabi’a al-‘Adawiyya
- Muthir al-‘Azm al-Sakin ila Ashraf al-Amakin
- Safwat al-Safwa, 5 parties
- Minhaj al-Qasidin, 4 parties
- Al-Mukhtar min Akhbar al-Akhyar
- Al-Qati’ li Muhal al-Lijaj bi Muhal al-Hallaj
- ‘Ujalat al-Muntadhar li Sharh Hal al-Khidhr
- Al-Nisa’ wa ma yata’alluq bi adabihin
- ‘Ilm al-Hadith al-Manqul fi Anna Aba Bakr Amma al-Rasul
- Al-Jawhar
- Al-Mughlaq

### Histoire
- Talqih Fuhum Ahl al-Athar fi ‘Uyun al-Tawarikh wa al-Siyar
- Al-Muntazam fi Tarikh al-Muluk wal-Umam, 10 volumes
- Shudhur al-‘Uqud fi Tarikh al-‘Uhud
- Tara’if al-Dhara’if fi Tarikh al-Sawalif
- Manaqib Baghdad
- Al-Wafa bi Fadha’il al-Mustafa (Biographie du prophète Mahomet en 2 volumes)

### Fiqh
- al-Insaf fi Masa’il al-Khilaf
- Junnat al-Nadhir wa Jannat al-Nadhar
- ‘Umad al-Dala’il fi Mushtahar al-Masa’il
- Al-Mudhab fi al-Madhab
- Masbuk al-Dhahab
- Al-Nubdha
- Al-‘Ibadat al-Khams
- Asbab al-Hidaya li Arbab al-Bidaya
- Kashf al-Dhulma ‘an al-Dhiya’ fi Radd Da’wa Ilkiya
- Radd al-Lawm al-Dhaym fi Sawm Yawm al-Ghaym

### L'art de la prédication (wa’dh)
- al-Yawaqit fi al-Khutab
- al-Muntakhab fi al-Nuwab
- Muntakhab al-Muntakhab
- Muntakhal al-Muntakhab
- Nasim al-Riyadh
- Al-Lu’lu’
- Kanz al-Mudhakkir
- Al-Azaj
- Al-Lata’if
- Kunuz al-Rumuz
- Al-Muqtabis
- Zayn al-Qisas
- Mawafiq al-Marafiq
- Shahid wa Mashhud
- Wasitat al-‘Uqud min Shahid wa Mashhud
- Al-Lahab, 2 parties
- Al-Mudhish
- Saba Najd
- Muhadathat al-‘Aql
- Laqt al-Juman
- Al-Muq’ad al-Muqim
- Iqadh al-Wasnan min al-Raqadat bi Ahwal al-Haywan wal-Nabat, 2 parties
- Nakt al-Majalis al-Badriyya, 2 parties
- Nuzhat al-Adib, 2 parties
- Muntaha al-Muntaha
- Tabsirat al-Mubtadi’, 20 parties
- Al-Yaquta, 2 parties  (ISBN 977-5141-49-4)
- Tuhfat al-Wu’adh

### Sciences variées
- Dham al-Hawa, 2 volumes
- Sayd al-Khatir, 65 parties
- Ihkam al-Ish’ar bi Ahkam al-Ash’ar, 20 parties
- Al-Qussas al-Mudhakkirin
- Taqwim al-Lisan
- Al-Adhkiya
- Al-Hamqa
- Talbis Iblis, 2 volumes, traduit en français (Les ruses de Satan) en 1 volume par les éditions Sabil  (ISBN 9782917034101)
- Laqt al-Manafi’ fi al-Tibb, 2 volumes
- Al-Shayb al-Khidhab
- A’mar al-A’yan
- Al-Thabat ‘ind al-Mamat, 2 parties
- Tanwir al-Ghabash fi Fadhl al-Sud wal-Habash, 2 parties
- Al-Hath ‘ala Hifdh al-‘Ilm wa Dhikr Kibar al-Huffadh
- Ashraf al-Mawali, 2 parties
- I’lam al-Ahya bi Aghlat al-Ihya
- Tahrim al-Muhill al-Makruh
- Al-Misbah al-Mudhi’ li Dawlat al-Imam al-Mustadhi’
- ‘Atf al-‘Ulama ‘ala al-Umara wal-Umara ‘ala al-‘Ulama
- Al-Nasr ‘Ala Misr
- Al-Majd al-‘Adhudi
- Al-Fajr al-Nuri
- Manaqib al-Sitr al-Rafi’
- Ma Qultuhu min al-Ash’ar
- Al-Maqamat
- Min Rasa’ili
- Al-Tibb al-Ruhani
- Bayan al-Khata wal-Sawab fi Ahadith Ibn Shihab, 16 parties
- Al-Baz al-Ashhab al-Munqadh ‘ala man Khalafa al-Madhab
- Al-Nur fi Fadha’il al-Ayyam wal-Shuhur
- Taqrib al-Tariq al-Ab’ad fi Fadha’il Maqbarat Ahmad
- Manaqib al-Imam al-Shafi’i
- Al-‘Uzlah
- Al-Riyadha
- Minhaj al-Isaba fi Mahabat al-Sahaba
- Funun al-Albab
- Al-Dhurafa wal-Mutamajinin
- Manaqib Abi Bakr
- Manaqib ‘Ali
- Fadha’il al-‘Arab
- Durrat al-Iklil fi al-Tarikh, 4 volumes
- Al-Amthal
- Al-Manfa’ah fi al-Madhahib al-Arba’ah, 2 volumes
- Al-Mukhtar min al-Ash’ar, 10 volumes
- Ru’us al-Qawarir, 2 volumes
- Al-Murtajal fi al-Wa’dh
- Dhakhirat al-Wa’idh, several volumes
- Al-Zajr al-Makhuf
- Al-Ins wal-Mahabba
- Al-Mutrib al-Mulhib
- Al-Zand al-Wariy fi al-Wa’dh al-Nasiriy, 2 parties
- Al-Fakhir fi Ayyam al-Imam al-Nasir
- Al-Majd al-Salahi
- Lughat al-Fiqh, 2 parties
- ‘Aqd al-Khanasir fi Dhamm al-Khalifat al-Nasir
- Dhamm ‘Abd al-Qadir
- Gharib al-Hadith
- Mulah al-Ahadith, 2 parties
- Al-Fusul al-Wa’dhiya ‘ala Huruf al-Mu’jam
- Salwat al-Ahzan, 10 volumes
- Al-Ma’shuq fil-Wa’dh
- Al-Majahlis al-Yusufiyya fil-Wa’dh
- Al-Wa’dh al-Maqbari
- Qiyam al-Layl, 3 parties
- Al-Muhadatha
- Al-Munaja
- Zahir al-Jawahir fil-Wa’dh, 4 parties
- Al-Nuhat al-Khawatim, 2 parties
- Al-Murtaqa li man Ittaqa
- Hawashi ‘ala Sihah al-Jawhari
- Mukhtasar Funun Ibn ‘Aqil, 10 odd volumes